# Filiales et participations du Centre national d'études spatiales
Le CNES est une force de proposition et un organe de coordination et d'animation. Il n'a pas vocation  à se développer comme constructeur ou comme exploitant d'engins spatiaux. Son effectif plafonne autour de 1500 agents avec une forte proportion d'ingénieurs et cadres. Quand le secteur des applications spatiales a pris de l'importance, il est apparu que certaines activités de développement ou d'exploitation avaient des liens très étroits avec les services d'études du CNES et surtout, n'avaient pas une viabilité industrielle et commerciale assurée. L'industrie spatiale était prête à s'engager, mais elle ne pouvait en prendre seule les risques. C'est la raison pour laquelle le CNES a créé des filiales pour lancer l'activité avec comme obligation d'en transférer dès que possible la majorité à l'industrie. Cette politique a commencé avec les actions pour "l'espace utile"  et a eu beaucoup moins  de justification quand l'utilisation commerciale de l'espace s'est généralisée.
Le statut juridique des filiales est variable selon les objectifs fixés à l'entreprise créée.

## Groupements d'Intérêt économique (GIE)
Ils permettent de partager la responsabilité d'une recherche ou d'un développement et de bénéficier du support des membres.
- GDTA   Groupement pour le développement de la télédétection aérospatiale. Constitué en 1973 par le CNES et l'IGN (Institut géographique national), il compte aussi l'IFP (Institut français du pétrole), le BRGM  (Bureau de recherches géologiques et minières) et d'autres établissements publics (IFREMER, BDPA, ...). Par ses campagnes aéroportées, ses recherches sur les capteurs et le traitement des images, le GDTA a préparé le programme SPOT.

- Prospace   Créé dès 1973, il répond  à la mission confiée au CNES  de participer à la promotion et au  développement commercial et international des industries spatiales issues des premiers contrats de satellites. Près de 50 industriels sont membres de ce GIE.

- Satel-Conseil   Il est formé en 1978 pour exploiter l'expérience acquise en matière de télécommunications spatiales (Symphonie). Il comprend en plus du CNES, la DGT devenue France Télécom, TDF Télédiffusion de France. C'est un bureau de consultance proposant des études d'experts pour la création de réseaux de télécommunications à base de satellites. C'est aussi un organe de veille suivant l'évolution des techniques et du marché. En 1983, il devient membre du GIE international ESCO.

- Médes-IMPS   L'Institut  de médecine et de physiologie spatiales  est créé à la suite des premiers vols spatiaux de spationautes français. Autour du CNES, du CREPS et du CHR de Toulouse, il regroupe de nombreuses universités françaises impliquées dans la médecine spatiale (Toulouse, Clermont-Ferrand, Lyon, Saint-Étienne, Tours, ..). Il exploite certains résultats des vols et prépare les missions futures par des tests cliniques (campagnes  de simulation Bedrest).

D'autres GIE ont été créés pour des besoins spécifiques et limités dans le temps. Dès que sa présence n'est plus justifiée, le CNES s'en retire. (Sat-Control, Calcul Vectoriel, …)

## Sociétés (SA, SARL et SEM)
Pour les activités à potentiel économique important, ce sont des sociétés qui sont créées dans la plupart des cas avec succès.
- Arianespace De loin la plus importante, elle  assure depuis mars 1980 la production des lanceurs et la commercialisation des lancements. La France y est représentée majoritairement à côté d'une douzaine de pays européens. Arianespace a elle-même ses propres  filiales pour le marché nord-américain et pour le dossier sensible  de l'assurance des risques de lancement.

- Spot Image Depuis 1982, cette société assure la promotion et la commercialisation des données des satellites SPOT. Des participations de la Belgique, l'Italie et la Suède en font une société européenne qui a largement développé ses implantations internationales. Spot Image a créé des filiales aux USA, en Australie, à Singapour  et a pris de nombreuses autres participations.

- CLS-Argos Bel exemple de l'exploitation d'un créneau  d'excellence du CNES, la société CLS –Argos  (Collecte-Localisation par Satellite) débute en 1986. Issue de la compétence Ballon du CNES et du projet Eole, la société a acquis une notoriété internationale grâce aux courses transatlantiques et au suivi des déplacements d'animaux. Elle intervient dans une gamme d'études scientifiques très variées. CLS s'est impliquée dans le créneau commercial de la localisation des mobiles et a créé avec le CNES la filiale Novacom.

- Intespace Le Cnes a d'abord installé les moyens d'essai pour ses satellites à Brétigny et il en a confié l'exploitation à une société  aéronautique spécialisée la Sopémea (Société pour le Perfectionnement des Matériels et Équipements Aérospatiaux). En 1982, il crée à Toulouse avec la Sopémea la filiale Intespace spécialisée dans l'ingénierie et la réalisation des essais spatiaux. Cette société devient entièrement industrielle en 1995 (Filiale EADS-Astrium).

- Scot-Conseil La société est spécialisée dans la consultance en matière d'observation de la Terre. Elle fait de la promotion, et du conseil et de l'ingénierie auprès des grands organismes.

- Novespace Conçue en 1986 pour le transfert et la valorisation des technologies spatiales dans des secteurs ne concernant pas l'espace, Novespace s'est ensuite spécialisée dans les vols paraboliques (Zéro-G) et les missions aéroportées.

- Dersi C'est une SARL destinée à favoriser les contacts industriels et techniques avec la Russie.

- Simko Créée pour organiser le logement des agents permanents à Kourou, cette SEM est la société immobilière gérant le patrimoine et les zones d'aménagement de l'espace en Guyane.
- SpaceFounders Créée en 2021, SpaceFounders a pour mission d’accompagner les startups françaises et européennes dans l’écosystème spatial grâce à deux mécanismes complémentaires : un accélérateur éponyme, développé en collaboration avec l’Université de la Bundeswehr à Munich (UniBw) et l’Agence Spatiale Italienne (ASI)[1], qui offre un soutien stratégique, ainsi qu’un fonds d’investissement déployé par l’entreprise pour financer les projets de certaines startups[2].

Pour mémoire, certaines filiales ont eu une existence précaire  car les systèmes spatiaux qui devaient les utiliser n'ont pas abouti.
Par exemple : Locstar (1988 /1991  et Euro-Hermespace  (1992).

## Groupements d'Intérêt public  (GIP) et autres participations
En raison de la diversité de ses domaines d'activité, le CNES est amené à participer à de nombreuses structures réunissant des organismes publics ou parapublics. C'est le cas dans les GIP :
- Medias-France Intervenant sur les thèmes relatifs au changement global, Medias établit et entretient les bases de données pour la recherche, exploite l'observation spatiale pour en tirer des éléments d'études destinés aux chercheurs. Le Gip informe et assure une consultance sur les thématiques de son ressort.

- Centre Européen de Recherche et de Formation Avancée en Calcul Scientifique (CERFACS). Il développe des recherches et assure des formations aux chercheurs et ingénieurs. Une branche a été créée pour contribuer aux études sur le changement climatique.

- OST (Observatoire des Sciences et des Techniques) 1990 Production et diffusion des indicateurs de la science et de la technologie au niveau mondial. Une base de données est accessible et des publications sont diffusées.

- Mercator Océan À partir des données disponibles dont celles des satellites, le GIP a pour objet de développer un système d'océanographie opérationnelle et  d'en favoriser les applications. Mercator Océan contribue à l'expérience Godae (Global Ocean Data Assimilation Experiment)

- Renater (Le Réseau National de télécommunications pour la Technologie, l'Enseignement et la Recherche) (1990)  Ce réseau a pour but de fédérer les infrastructures de télécommunication pour la recherche et l’éducation.

- Institut Paul-Émile Victor L'Institut polaire a été 1992 sous le nom d'Institut Français pour la Recherche et les Technologies Polaires (IFRTP). Il a pour but de favoriser la recherche et la technologie polaire par une assistance logistique aux programmes qu'il a sélectionnés.

Le CNES participe à de nombreux autres groupements et notamment depuis les années 90 à ceux qui s'intéressent  à l'évolution du climat et au développement durable.